# Hideg-Szamos
A Hideg-Szamos (románul: Someșul Rece) a Kis-Szamos egyik fölső ága.

## Futása

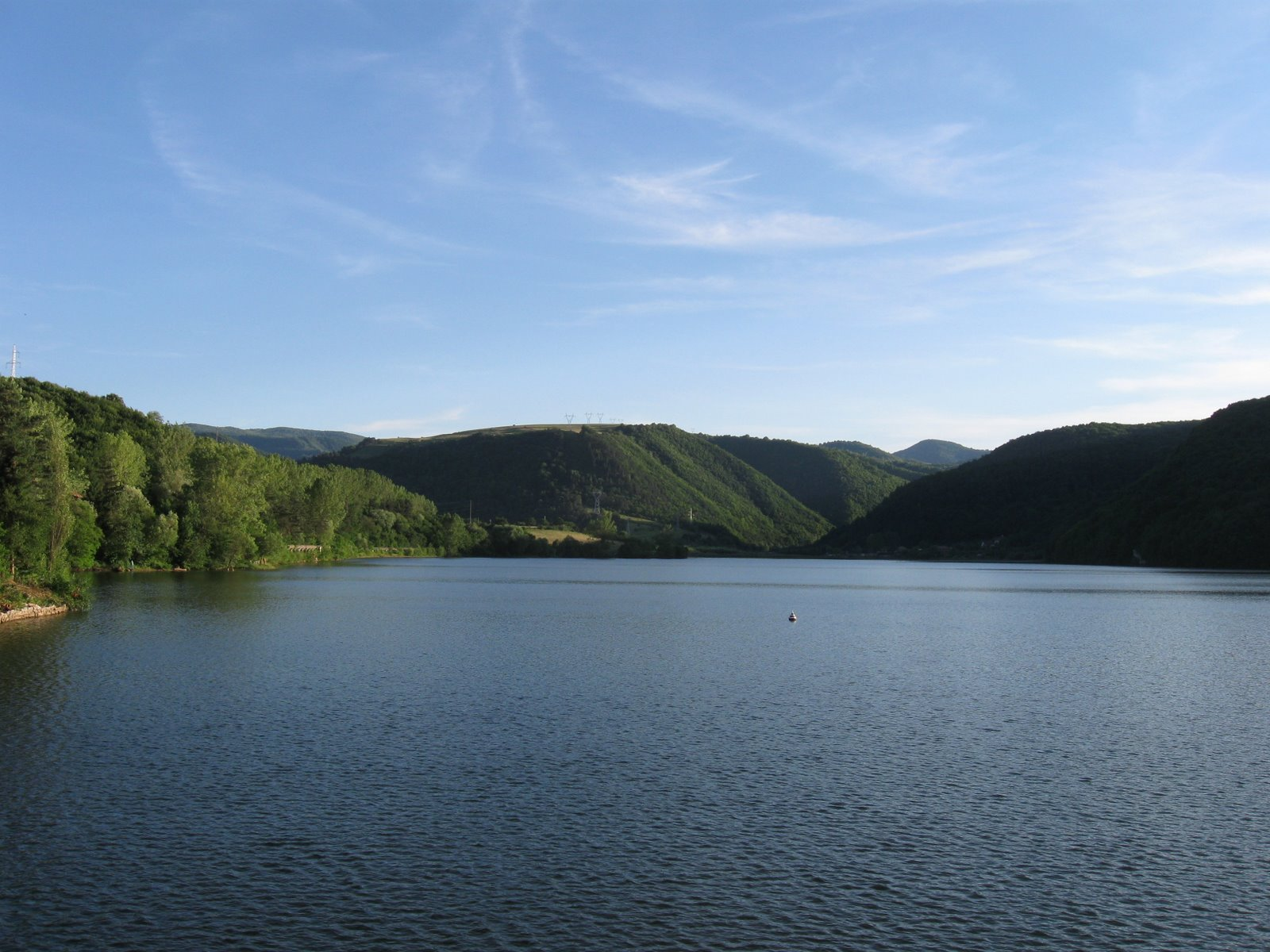
A Gyalui víztározó

A Hideg-Szamos Kolozs és Fehér megye határán, az Öreghavas egyik csúcsa alatt, 1683 méter magasságban ered. A gyors folyású hegyi folyó északkeleti irányba tartva átvág a Gyalui-havasokon, majd Gyalu alatt, Hidegszamos településnél egyesül a Meleg-Szamossal a Gyalui víztározóban, és vizük innen Kis-Szamos néven fut tovább. 

## Települések a folyó mentén

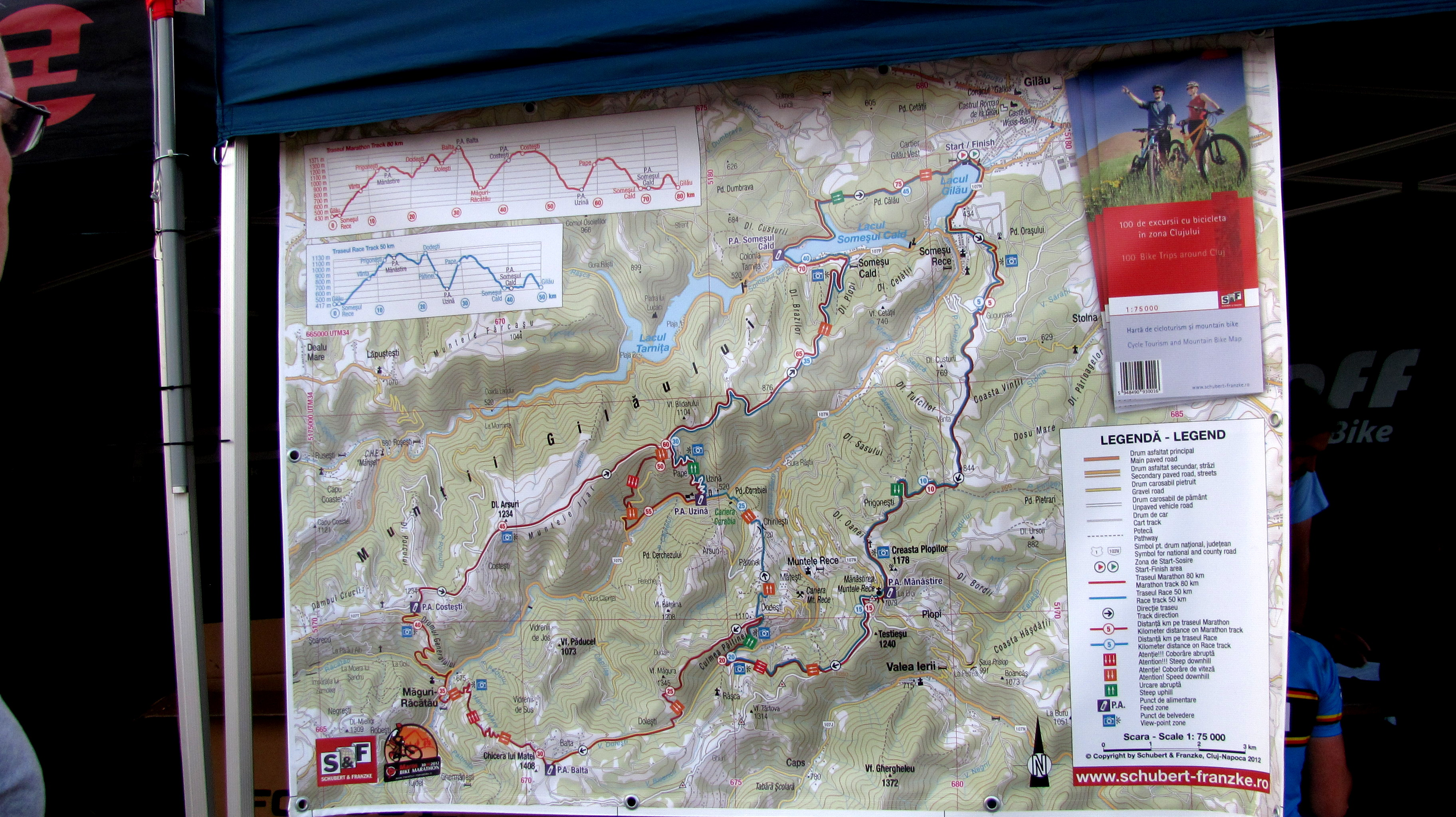
Kerékpártúra-útvonal a folyó alsó része körül

(Zárójelben a román név szerepel.)
- Szamosfő (Măguri)
- Reketó (Măguri-Răcătău)
- Hidegszamos (Someșu Rece)

## Külső hivatkozások
- Hideg-Szamos – YouTube-videó
- A Hideg-Szamos völgyének leírása – Erdélyi Gyopár